# エンバカデロ・テクノロジーズ
エンバカデロ・テクノロジーズ (Embarcadero Technologies, Inc.) は、ソフトウェア開発、データベース関連のソフトウェアの開発や販売を行う会社である。1993年10月設立。本社はアメリカ合衆国テキサス州オースティンに置かれている。
日本法人は2008年7月に設立された、エンバカデロ・テクノロジーズ合同会社である。
2008年6月30日、ボーランドよりコードギア部門を買収する。これにより、Delphi、C++ Builderなどの開発環境が同社の製品に加わる。
2015年10月に、アイデラ社により買収される発表がなされた。エンバカデロ社製品のうちデータベースツールはアイデラ社が、開発ツールは引き続きエンバカデロ社が取り扱うことになった。

## 主な製品
- C++ Builder
- Delphi
- Interbase
- RAD Server
- RAD Studio

## 過去に取り扱っていた製品
- 3rdRail
- All-Access
- Appmethod
- Blackfish SQL (旧 JDataStore)
- C# Builder
- CodeWright
- DBArtisan
- DB Change Manager
- DB Optimizer
- DB PowerStudio
- HTML5 Builder （旧 RadPHP, Delphi for PHP）
- ER/Studio
- JBuilder
- JGear
- J Optimizer
- Rapid SQL